# Францішек Фердинанд Любомирський
Францішек Фердинанд Любомирський (пол. Franciszek Ferdynand Lubomirski; бл. 1712—1774) — князь, урядник Королівства Польського, політичний діяч Речі Посполитої. Представник роду Любомирських гербу Шренява.

## Життєпис
Народився близько 1712 року (батьки одружилися 1712 року) Батько — Єжи Домінік Любомирський. Матір — друга дружина батька Магдалена Тарло гербу Топор (?—1730/1732[джерело?]), донька люблінського воєводи та удова Францішека Шембека.
Був послом сеймів 1740 і 1746 років. Разом з іншими представниками роду брав участь у поділі маєтностей Острозької ординації. Був послом на коронацію Катерини ІІ в Петербурзі 1762 року (за іншими даними 1761). Уряди (посади): ольштинський староста (1728); після брата Антонія Бенедикта отримав посади барського і казімірського старост у 1759 році, у 1761—1771 роках був великим мечником коронним , 1773 році став великим хорунжим коронним. 1754 року отримав згоду короля на право відступити Рицьке староство Гусажевському, також отримав Бецьке староство, яке посів 1756 року. Нагороджений орденами святого Губерта (1741) та Білого Орла (1762).
Був власником Любара. На кошти князя протягом 1752-1765 років тут був побудований новий мурований домініканський костел на честь святого Архангела Михаїла та святого Яна Непомуцького. Князь також фінансово сприяв розбудові василіянського Любарського Свято-Георгіївського монастиря, передав йому права на землі 1753 року, сприяв відкриттю при монастирі в середині XVIII століття єзуїтської школи.
Помер, не залишивши нащадків, 29 січня 1774 року. Своїм спадкоємцем він обрав братанка Єжи Марціна Любомирського.